# Предраг Јовановић (професор)
Предраг Јовановић (Пирот, 1951) српски је правник и универзитетски професор. Редовни је професор Правног факултета Универзитета у Новом Саду.

## Образовање
Дипломирао је на Правном факултету у Новом Саду 1975. године. Магистрирао је на Правном факултету у Београду 1980. године, одбранивши са одликом магистарски рад "Проблеми миграционих кретања радне снаге у Војводини". Докторску дисертацију "Заснивање радног односа" одбранио је на истом факултету 1983. године.

## Каријера
За асистента Правног факултета у Новом Саду изабран је 1976. године, за доцента 1984, за ванредног професора 1989. и за редовног професора 1994. године.
Био је директор Института привредноправних и економских наука Правног факултета у Новом Саду, председник Удружења за радно право и социјално осигурање Србије и Црне Горе, потпредседник Удружења за професионалну оријентацију Новог Сада и члан Социјалног савета Савезне владе

## Научни рад
Области Јовановићевог  научног интересовања представљају радно право (домаће и међународно), радно и социјално право Европске уније, право социјалног осигурања, социјално право. Током академске каријере боравио је на државном универзитету Ломоносов у Москви (1988. године). Такође, у више наврата боравио је на појединим европским универзитетима по основу међууниверзитетске сарадње. На Правном факултету Универзитета у Београду изводи наставу из предмета Радно право и Међународно радно право. Аутор је више од 130 научних и стручних радова.

## Изабрана библиографија

### Књиге
1. Јовановић, Предраг (2018). Радно право. Центар за издавачку делатност, Правни факултет у Новом Саду. ISBN 978-86-7774-190-7.
2. Jovanović, Predrag (2009). Labour Law and Industrial Relations in Serbia-International Encyclopaedia of Laws. Kluwer Law International. ISBN 978-90-654-4905-4.

### Научни радови
1. Јовановић, Предраг (2018). „НАЧЕЛО ЈЕДНАКОСТИ У РАДНОМ ПРАВУ” (PDF). Зборник радова Правног факултета у Новом Саду. LII br. 1: 17—39. Архивирано из оригинала (PDF) 04. 12. 2021. г. Приступљено 19. 10. 2018.
2. Јовановић, Предраг; Божичић, Дарко (2017). „НОРМАТИВНИ ОКВИР ЗАШТИТЕ МОРАЛНОГ ИНТЕГРИТЕТА ЗАПОСЛЕНИХ” (PDF). Зборник радова Правног факултета у Новом Саду. LI br. 4: 1229—1249. Архивирано из оригинала (PDF) 02. 12. 2021. г. Приступљено 19. 10. 2018.
3. Јовановић, Предраг; Божичић, Дарко (2016). „ЗАШТИТА И БЕЗБЕДНОСТ ЗАПОСЛЕНИХ НА РАДУ” (PDF). Зборник радова Правног факултета у Новом Саду. L br. 3: 753—771. Архивирано из оригинала (PDF) 08. 12. 2021. г. Приступљено 19. 10. 2018.
4. Јовановић, Предраг (2015). „ПОСЕБНА РАДНОПРАВНА ЗАШТИТА ПОЈЕДИНИХ КАТЕГОРИЈА РАДНИКА” (PDF). Зборник радова Правног факултета у Новом Саду. XLIX br. 4: 1459—1486. Архивирано из оригинала (PDF) 19. 08. 2019. г. Приступљено 19. 10. 2018.
5. Јовановић, Предраг (2015). „ЗАШТИТА ИНВАЛИДА У РАДНОЈ СРЕДИНИ” (PDF). Зборник радова Правног факултета у Новом Саду. XLIX br. 3: 931—944. Архивирано из оригинала (PDF) 05. 12. 2021. г. Приступљено 19. 10. 2018.
6. Јовановић, Предраг (2014). „OТВОРЕНА ПИТАЊА КОД КОЛЕКТИВНИХ ПРАВА ЗАПОСЛЕНИХ У СВЕТЛУ АКТУЕЛНИХ ПРОМЕНА У РАДНОМ ЗАКОНОДАВСТВУ” (PDF). Зборник радова Правног факултета у Новом Саду. XLVIII br. 4: 9—23. Архивирано из оригинала (PDF) 04. 12. 2021. г. Приступљено 19. 10. 2018.
7. Јовановић, Предраг (2014). „РАДНОПРАВНИ ТРЕТМАН ЗДРАВСТВЕНЕ, РАДНЕ СПОСОБНОСТИ И ЛИЧНОГ ИНТЕГРИТЕТА ЗАПОСЛЕНИХ” (PDF). Зборник радова Правног факултета у Новом Саду. XLVIII br. 3: 37—54. Архивирано из оригинала (PDF) 09. 12. 2021. г. Приступљено 19. 10. 2018.
8. Јовановић, Предраг (2013). „ИНТЕРЕСНА ОБЕЛЕЖЈА РАДНОГ ОДНОСА” (PDF). Зборник радова Правног факултета у Новом Саду. XLVII br. 4: 21—34. Архивирано из оригинала (PDF) 05. 12. 2021. г. Приступљено 19. 10. 2018.
9. Јовановић, Предраг (2012). „АКТУЕЛНЕ ПОТРЕБЕ ДАЉЕГ РАЗВОЈА РАДНОГ ЗАКОНОДАВСТВА СРБИЈЕ” (PDF). Зборник радова Правног факултета у Новом Саду. XLVI br. 3: 91—106. Архивирано из оригинала (PDF) 29. 11. 2021. г. Приступљено 19. 10. 2018.
10. Јовановић, Предраг (2011). „AКТУЕЛНИ АСПЕКТИ ПРИНЦИПА ЗАШТИТЕ ЗАПОСЛЕНИХ” (PDF). Зборник радова Правног факултета у Новом Саду. XLV br. 3: 141—161. Архивирано из оригинала (PDF) 29. 11. 2021. г. Приступљено 19. 10. 2018.